# Frontières de l'Afrique du Sud

Carte de l'Afrique du Sud, mettant en évidence ses frontières terrestres avec les pays voisins.

Cet article recense les frontières de l'Afrique du Sud.

## Frontières

### Frontières terrestres
L'Afrique du Sud partage des frontières terrestres avec 6 pays : la Namibie, le Botswana, le Zimbabwe, le Mozambique, l'Eswatini et le Lesotho, pour un total de 5 244 km.

### Récapitulatif
Le tableau suivant récapitule l'ensemble des frontières de l'Afrique du Sud :
| Pays       | Terre (km) | Mer (km) | Total (km) | Notes |
| ---------- | ---------- | -------- | ---------- | ----- |
| Namibie    | 1005       |          | 1005       |       |
| Botswana   | 1969       |          | 1969       |       |
| Zimbabwe   | 230        |          | 230        |       |
| Mozambique | 496        |          | 496        |       |
| Eswatini   | 438        |          | 438        |       |
| Lesotho    | 1106       |          | 1106       |       |
| Total      | 5 244      |          | 5 244      |       |

### Articles liés
- Liste des frontières internationales
- Frontière entre l'Afrique du Sud et la Namibie
- Frontière entre l'Afrique du Sud et le Botswana
- Frontière entre l'Afrique du Sud et le Zimbabwe
- Frontière entre l'Afrique du Sud et le Mozambique
- Frontière entre l'Afrique du Sud et le Swaziland
- Frontière entre l'Afrique du Sud et le Lesotho